# Владімір Станкич
Владімір Станкич (серб. Владимир Станкић; нар. 11 жовтня 1994, Сремська Камениця, Воєводина) — сербський борець греко-римського стилю, чемпіон Середземноморського чемпіонату, бронзовий призер Середземноморських ігор, срібний призер чемпіонату Європи серед молоді.

## Життєпис
Боротьбою почав займатися з 2009 року.
Виступав за спортивний клуб «Фрушкогорац» Новий Сад. Тренери — Драган Радоєвич (з 2012), Александар Йованчевич та Александар Лугоньї.

## Спортивні результати на міжнародних змаганнях

### Виступи на Середземноморських чемпіонатах
| Змагання                                     | Збірна | Вагова категорія                 | Місце  |
| -------------------------------------------- | ------ | -------------------------------- | ------ |
| Середземноморський чемпіонат з боротьби 2015 | Сербія | греко-римська боротьба, до 85 кг | 5      |
| Середземноморський чемпіонат з боротьби 2016 | Сербія | греко-римська боротьба, до 98 кг | Золото |

### Виступи на Середземноморських іграх
| Змагання                    | Збірна | Вагова категорія                 | Місце  |
| --------------------------- | ------ | -------------------------------- | ------ |
| Середземноморські ігри 2018 | Сербія | греко-римська боротьба, до 87 кг | Бронза |

### Виступи на інших змаганнях
| Змагання                                         | Збірна | Вагова категорія                 | Місце  |
| ------------------------------------------------ | ------ | -------------------------------- | ------ |
| Міжнародний турнір Любомира Івановича-Гедзи 2013 | Сербія | греко-римська боротьба, до 84 кг | Бронза |
| Золотий Гран-прі з боротьби 2013 (Сомбатгей)     | Сербія | греко-римська боротьба, до 84 кг | 19     |
| Кубок Якоба Курбі 2013                           | Сербія | греко-римська боротьба, до 84 кг | 4      |
| Відкритий чемпіонат Загреба з боротьби 2014      | Сербія | греко-римська боротьба, до 85 кг | 5      |
| Міжнародний турнір Любомира Івановича-Гедзи 2014 | Сербія | греко-римська боротьба, до 85 кг | 5      |
| Відкритий чемпіонат Загреба з боротьби 2015      | Сербія | греко-римська боротьба, до 85 кг | Бронза |
| Гран-прі FILA 2015                               | Сербія | греко-римська боротьба, до 85 кг | 20     |
| Турнір Дана Колова — Николи Петрова 2015         | Сербія | греко-римська боротьба, до 85 кг | 12     |
| Міжнародний турнір Любомира Івановича-Гедзи 2015 | Сербія | греко-римська боротьба, до 85 кг | 5      |
| Гран-прі Загреба з боротьби 2017                 | Сербія | греко-римська боротьба, до 98 кг | 5      |
| Міжнародний турнір Любомира Івановича-Гедзи 2017 | Сербія | греко-римська боротьба, до 85 кг | 7      |
| Гран-прі Загреба з боротьби 2018                 | Сербія | греко-римська боротьба, до 87 кг | 11     |
| Турнір Дана Колова — Николи Петрова 2018         | Сербія | греко-римська боротьба, до 87 кг | 9      |
| Міжнародний турнір Любомира Івановича-Гедзи 2018 | Сербія | греко-римська боротьба, до 87 кг | 7      |
| Меморіал Іона Корнеану і Ладислава Сімона 2018   | Сербія | греко-римська боротьба, до 87 кг | 6      |
| Гран-прі Загреба з боротьби 2019                 | Сербія | греко-римська боротьба, до 87 кг | 13     |
| Гран-прі Угорщини з боротьби 2019                | Сербія | греко-римська боротьба, до 87 кг | 13     |
| Чемпіонат Сербії з боротьби 2020                 | Сербія | греко-римська боротьба, до 97 кг | Срібло |

### Виступи на змаганнях молодших вікових груп
| Змагання                                       | Збірна | Вагова категорія                 | Місце  |
| ---------------------------------------------- | ------ | -------------------------------- | ------ |
| Чемпіонат Європи з боротьби серед юніорів 2012 | Сербія | греко-римська боротьба, до 84 кг | 20     |
| Відкритий чемпіонат Австрії серед юніорів 2013 | Сербія | греко-римська боротьба, до 84 кг | Золото |
| Чемпіонат Європи з боротьби серед юніорів 2013 | Сербія | греко-римська боротьба, до 84 кг | 10     |
| Чемпіонат Європи з боротьби серед юніорів 2014 | Сербія | греко-римська боротьба, до 84 кг | 7      |
| Чемпіонат світу з боротьби серед юніорів 2014  | Сербія | греко-римська боротьба, до 84 кг | 12     |
| Чемпіонат Європи з боротьби серед кадетів 2011 | Сербія | греко-римська боротьба, до 76 кг | 23     |
| Чемпіонат Європи з боротьби серед молоді 2015  | Сербія | греко-римська боротьба, до 85 кг | Срібло |
| Чемпіонат Європи з боротьби серед молоді 2017  | Сербія | греко-римська боротьба, до 98 кг | 18     |
| Чемпіонат світу з боротьби серед молоді 2017   | Сербія | греко-римська боротьба, до 85 кг | 12     |